# ホームターミナル
ホームターミナルとは、情報提供サービスにおける一般家庭向け端末のこと。
広義の意味では、一般家庭向けの（電話やFAXなども含めた）端末機器は全てホームターミナルと言えるが、米国などで始まったケーブルテレビサービスなどで専用の端末機器を一般的に「ホームターミナル」と呼んでいたことから、日本でもそれに倣いケーブルテレビ視聴用の家庭用端末をホームターミナルと呼ぶことが多い。
また、業者によってはこの端末装置をセットトップボックスと呼ぶ場合も多く、現在においては、ホームターミナルとセットトップボックスは殆んど同義語になっており、その詳細や付随解説については当該関連項目を参照の事。

## 代表的な機種
セットトップボックスを参照の事。